# ویتائوتاس یانوشایتیس
ویتائوتاس یانوشایتیس (به انگلیسی: Vytautas Janušaitis) (زادهٔ ۱۳ اکتبر ۱۹۸۱) شناگر اهل لیتوانی است.